# 円通寺 (むつ市)
円通寺（えんつうじ）は、青森県むつ市にある曹洞宗の寺院。山号は吉祥山。本尊は釈迦如来。恐山菩提寺の本坊でもある。

## 歴史
この寺は、1522年（大永2年）、南部氏の援助により曹洞宗の僧聚覚によって創建され、1659年（万治2年）に中興されている。明治維新におきた戊辰戦争のうち東北戦争で新政府軍に敗れた会津藩（23万石）が、1869年（明治2年）、五戸（ごのへ）に転封となり斗南藩（3万石）となったが、1871年（明治4年）に藩庁がこの寺に移されている。
戊辰戦争三十三回忌の明治33年（1900年）に招魂碑が建立された。